# Örabergsdammen
Örabergsdammen är en sjö i Ludvika kommun i Dalarna och ingår i Norrströms huvudavrinningsområde. Sjön har en area på 0,106 kvadratkilometer och ligger 270 meter över havet.

## Delavrinningsområde
Örabergsdammen ingår i det delavrinningsområde (666900-146042) som SMHI kallar för Mynnar i Väsman. Medelhöjden är 259 meter över havet och ytan är 78,59 kvadratkilometer. Det finns inga avrinningsområden uppströms utan avrinningsområdet är högsta punkten. Gonäsån som avvattnar avrinningsområdet har biflödesordning 4, vilket innebär att vattnet flödar genom totalt 4 vattendrag innan det når havet efter 264 kilometer. Avrinningsområdet består mestadels av skog (77 procent). Avrinningsområdet har 1,35 kvadratkilometer vattenytor vilket ger det en sjöprocent på 1,7 procent. Bebyggelsen i området täcker en yta av 7,34 kvadratkilometer eller 9 procent av avrinningsområdet.